# ماتورا
شهر ماتورا، ماثورا (به انگلیسی: Mathura) با جمعیت ۳۷۱٫۸۳۹ نفر در ایالت اوتار پرادش در کشور هند واقع شده‌است.